# Poplave u jugoistočnoj Europi 2014.
Poplave u jugoistočnoj Europi 2014., višestruke poplave, sa središtem u Srbiji i Bosni i Hercegovini, koje su pogodile velik dio jugoistočne i srednje Europe. Područje niskog tlaka zraka imenovano "Yvette" ili "Tamara" uzrokovalo je najgore poplave 14. – 16. svibnja. Oborine u Srbiji i Bosni i Hercegovini bile su najobilnije u 120 godina otkako se bilježe meteorološka mjerenja. Do 20. svibnja najmanje je 49 ljudi poginulo od posljedica poplava, a stotine tisuća bilo je prisiljeno napustiti svoje domove. Do 23. svibnja 73 čovjeka u Srbiji još se uvijek smatraju nestalima po podacima Srpskog crvenog križa. Kiše, aktivirane bujice i klizišta uzrokovale su podizanje vodostaja nekoliko rijeka u slijevu Save i Morave što je dovelo do poplavljivanja okolnih nizina. Službeni podaci govore da je pogođeno više od 1,6 milijuna ljudi u Srbiji i Bosni, samo tjedan dana od početka poplava.
Poplavne vode uzrokovale su 2.000 odrona diljem jugoistoka Europe, šireći štetu diljem mnogih gradova i sela. Gradovi Obrenovac u Srbiji i Doboj u Bosni i Hercegovini zabilježili su najviše žrtava nakon što su ih iz obližnjih rijeka naplavile vode visoke nekoliko metara.

## Meteorološka povijest
Dana 13. svibnja nad Jadranskim se morem formiralo područje niskog tlaka kako je polarni zrak iz srednje Europe prodirao na mediteranski bazen. Hladna polarna zračna masa naišla je na vlažan suptropski zrak stvarajući vrlo nizak tlak. Dana 14. svibnja ciklona se premjestila nad jugoistok Europe postavši stacionarnom. Rezultat toga premještanja bile su ekstremno obilne kiše koje su pale u regiji; Srbija (u području oko Beograda) i Bosna bile su najpogođenije. Srpski i bosanski meteorolozi imenovali su ciklonu "Tamara". Dana 15. svibnja dnevne su količine oborina srušile povijesne rekorde u Beogradu (107,9 mm), Valjevu (108,2 mm) i Loznici (110 mm). Do 15. svibnja mjesečne oborine u Beogradu srušile su povijesni rekord (175 L iz 1897.) dosegnuvši 205 L. Do subote, 17. svibnja kiša je jenjala, a vrijeme je postupno postalo toplije i vedrije, olakšavši pomalo napore spašavanja i ublažavanja nevolja. Dana 18. svibnja ciklona se premjestila dalje na sjeverozapad.
Glavno poplavno područje bio je slijev rijeke Save, koji čini granicu između Bosne i Hrvatske, nastavlja se u Srbiju i otječe u Dunav u Beogradu. U srijedu, 14. svibnja obilne su kiše uzrokovale bujične poplave širom planinskih područja, uništivši mostove i infrastrukturu i uzrokovavši mnogo odrona. Najsmtronosniji učinak zbio se u četvrtak, 15. svibnja kada su se vodostaji nekoliko desnih pritoka Save naglo i nekontrolirano podigli dotad nezabilježenom stopom, poplavivši gradove u svojim nizinama. Rijeka Bosna u srednjoj Bosni potpuno je poplavila gradove Doboj, Maglaj, Zavidoviće i Šamac, dok je Kolubara kod Beograda isto napravila u Obrenovcu; ovi su gradovi imali najveći udio žrtava. Posljedično tomu sama je Sava porasla na rekordno visoke razine, prijeteći gradovima Slavonskom Brodu, Šapcu i Srijemskoj Mitrovici i mnogim selima, no štete su bile relativno zauzdane jer je stanovništvo, potpomognuto vojskom i volonterima, ojačalo obrane od poplava. Usprkos tomu nasipi su na nekoliko mjesta popustili.
Obilne kiše pale su također u regiji 3. i 4. svibnja, pogodivši Rumunjsku, Italiju i Bosnu. Ovaj je događaj proizveo ograničenu štetu, no iza sebe je ostavio određen broj poplavnih incidenata i visoke vodostaje rijeka. Lokalna uprava proglasila je u dijelovima Bosne izvanredno stanje.

## Pogođena područja
██ najpogođenija područja
██ također pogođeno

### Srbija
- Krupanj
- Krupanj
- Krupanj
- Krupanj